# Krater Obołoń
Krater Obołoń – krater uderzeniowy w obwodzie połtawskim na Ukrainie. Powstał najprawdopodobniej w środkowej jurze. Krater nie jest odsłonięty na powierzchni. Na jego obszarze wykonywane były wiercenia, które ujawniły obecność minerałów zmetamorfizowanych szokowo pod wpływem uderzenia, oraz stopionych skał. Duża zawartość chloru w tych skałach sugeruje, że w czasie uderzenia obszar ten pokrywało płytkie morze.

## Hipoteza wielu uderzeń
Inne oszacowania wskazują, że krater Obołoń powstał w podobnym czasie, co kilka innych dużych kraterów uderzeniowych na Ziemi: Manicouagan o średnicy 100 km i Saint Martin o średnicy 40 km, oba w Kanadzie, Rochechouart we Francji o średnicy 23 km i krater Red Wing o średnicy 9 km w Stanach Zjednoczonych. Pary kraterów: Obołoń i Rochechouart oraz Saint Martin i Red Wing leżą na kołach wielkich o tej samej deklinacji. Oba kratery w Kanadzie i krater we Francji leżały w tym czasie na jednej szerokości geograficznej, 22°8' N, zatem mogły powstać w wyniku serii uderzeń. Powstała hipoteza, że wszystkie te kratery utworzył upadek łańcuszkowy, uderzenie w Ziemię fragmentów rozbitego ciała niebieskiego (komety lub planetoidy), w ciągu kilku godzin.